# نیکی هاپکینز
نیکی هاپکینز (انگلیسی: Nicky Hopkins; ۲۴ فوریهٔ ۱۹۴۴ – ۶ سپتامبر ۱۹۹۴) پیانونواز و ارگ‌نواز اهل بریتانیا بود. او پیانوی بسیاری از آثار مهم موسیقی راک بین دهه‌های ۱۹۶۰ تا ۱۹۹۰ را نواخته‌است که از این میان می‌توان به‌شمار زیادی از آثار گروه رولینگ استونز اشاره کرد.
از فیلم‌هایی که در آن نقش داشته می‌توان به یک به علاوه یک اشاره کرد.